# Мазепинцы (сторонники гетмана)
Мазепинцы (укр. Мазепинці) —  сторонники гетмана Ивана Мазепы в 1708-1709 гг.

## Определения
Согласно определению Энциклопедического словаря Брокгауза и Эфрона, это: «представители казацкой старшины, приставшие к Мазепе или под влиянием личных целей, или руководствуясь политическими идеалами, или опасаясь расправы простого казачества над старшинами и их имуществом в смутные годы 1708-1709 на Украйне. Одни из мазепинцев вскоре возвратились под власть царя, другие остались изгнанниками и вынесли все последствия своей измены.»

## Основной состав мазепинцев
Основную роль в антироссийском выступлении гетмана Мазепы сыграли генеральный обозный (вторая по значимости должность в Гетманщине) Ломиковский И. В., прилукский полковник Горленко Д. Л. (наирадикальнейший сторонник антироссийского выступления), сердюцкий полковник Д. В. Чечель, будущий гетман в изгнании Ф. С. Орлик, специальный представитель гетмана А. И. Войнаровский, полтавский полковник Г. П. Герцик, кошевой атаман Запорожской Сечи К. Гордиенко и другие. Николай Костомаров пишет, что «само собой понимается, что точное количество их никто не сможет установить, а таких было, без сомнения, много». Всего, по данным современного украинского исследователя гетманства Мазепы, количество мазепинцев, состоящих из высшего состава казачьей старшины Гетманщины, составляла 120 человек.

## Дальнейшая судьба
Как пишет российский историк Т. Таирова-Яковлева, «участь мазепинцев, их жен и детей была печальной. Одни вплоть до смерти Петра и Екатерины находились в Сибири, другие жили в Москве под строгим надзором. Орлик, Мирович, Гордеенко и многие другие умерли на чужбине в Турции. Долго гонялись российские власти за Андреем Войнаровским, который отказался от политических амбиций и жил как частное лицо на деньги своего дяди. Он был арестован в Гамбурге в октябре 1716 года и сослан в Сибирь, где и умер в 1740 году. Российской казне это обошлось почти в тысячу золотых червонцев. Немногие уцелевшие из старшин «автономисты», как могли, продолжали дело Мазепы. Скоропадский до самой своей смерти сопротивлялся мероприятиям Петра по ликвидации Гетманщины. Апостол вместе с Полуботком ездил добиваться сохранения гетманского правления в Петербург, попал в Петропавловскую крепость, но затем, при Петре II, все же стал гетманом, и его правление еще на несколько лет сохранило автономию Украины».